# Tom Courtenay
Sir Thomas Daniel Courtenay, detto Tom (Kingston upon Hull, 25 febbraio 1937), è un attore britannico.

## Biografia
Di solida formazione teatrale, approdò al cinema dalla porta principale a 25 anni come protagonista di un film che diventò il manifesto del "free cinema" inglese: Gioventù, amore e rabbia, diretto da Tony Richardson nel 1962. L'anno successivo interpretò Billy il bugiardo (1963) di John Schlesinger e diventò subito l'icona degli angry young men britannici. Seguirono il film antimilitarista Per il re e per la patria (1964) di Joseph Losey e il kolossal Il dottor Živago (1965) di David Lean, per il quale Courtenay venne candidato al Premio Oscar al miglior attore non protagonista. 
Tra la fine degli anni sessanta e l'inizio del decennio successivo interpretò prevalentemente film sulla guerra fredda, tra i quali Sull'orlo della paura (1967) di Anthony Mann. Nel 1971 fu protagonista di Una giornata di Ivan Denisovič, fedelmente tratto dall'omonimo romanzo di Aleksandr Isaevič Solženicyn. Dopo un'assenza dagli schermi di dieci anni, periodo in cui si dedicò al teatro, fece il suo rientro cinematografico con Il servo di scena (1983) di Peter Yates, in cui impersonò il segretario tuttofare di un capocomico al tramonto, interpretato da Albert Finney. Successivamente tornò a lavorare in teatro, dove si impegnò molto per i diritti civili; quasi dieci anni dopo riapparve in una produzione televisiva della Lucasfilm, Le avventure del giovane Indiana Jones. 
Nel 1999 ricevette una laurea ad honorem dall'Università di Hull, e conquistò un British Academy Television Award per il miglior attore per la sua interpretazione nella serie A Rather English Marriage. Nel 2001 gli venne conferito il titolo di Knight Bachelor per i suoi quarant'anni di attività teatrale e cinematografica. Nello stesso anno tornò a comporre, insieme a Michael Caine, Bob Hoskins, David Hemmings e Helen Mirren, una straordinaria squadra di interpreti in L'ultimo bicchiere di Fred Schepisi. Successivamente ha fatto parte del cast di La bussola d'oro (2007) di Chris Weitz.

## Curiosità
Ha dato il titolo alla canzone Tom Courtenay del gruppo musicale alternativo americano Yo La Tengo, nel cui testo vengono citate anche Julie Christie e Eleanor Bron.

## Vita privata
Nel 1973 ha sposato l'attrice Cheryl Kennedy, da cui ha divorziato nel 1982. Nel 1988 si è risposato con Isabel Crossley.

## Filmografia

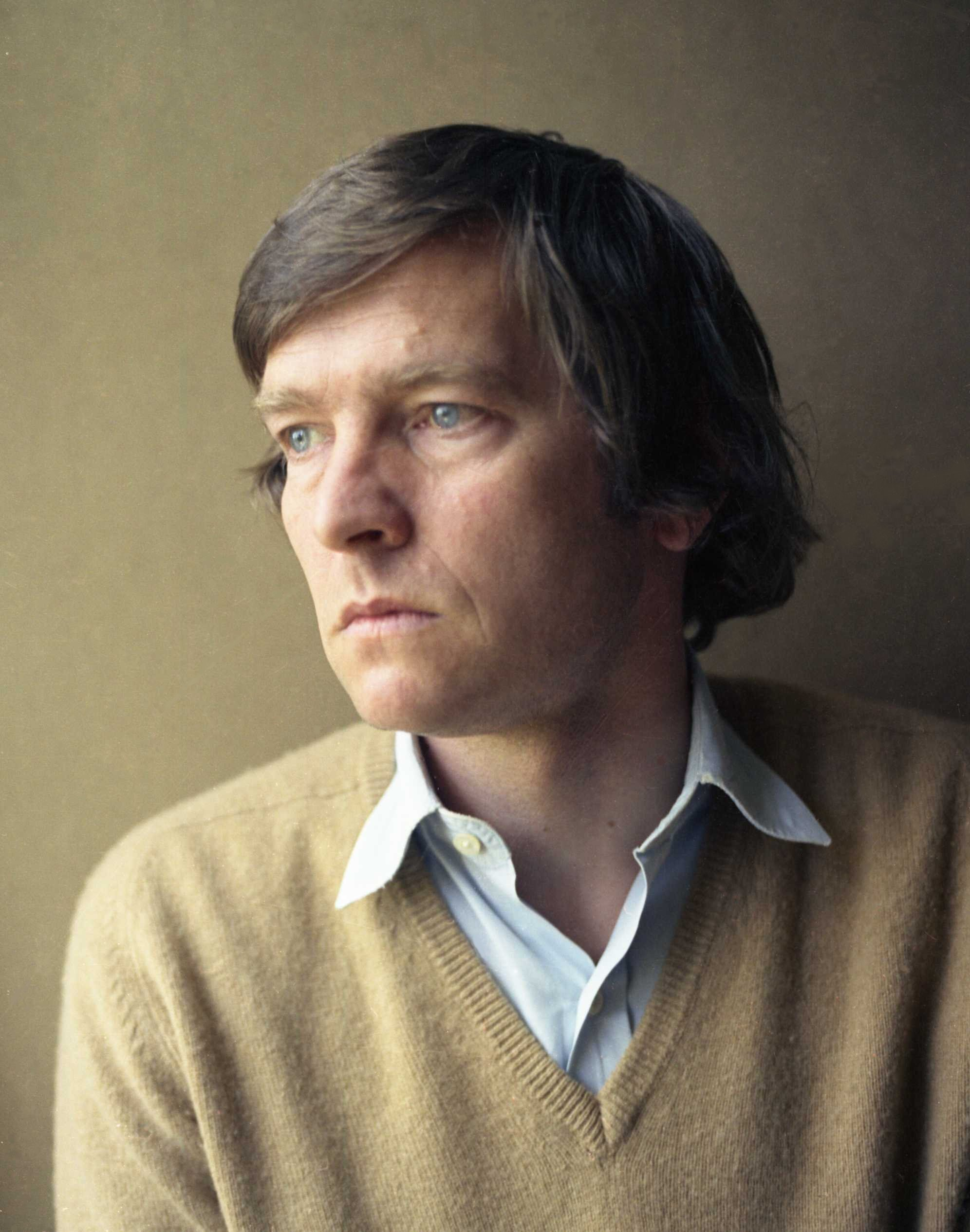
Tom Courtenay nella sua casa a Londra nel 1973

### Cinema
- Gioventù, amore e rabbia (The Loneliness of the Long Distance Runner), regia di Tony Richardson (1962)
- Billy il bugiardo (Billy Liar), regia di John Schlesinger (1963)
- Per il re e per la patria (King and Country), regia di Joseph Losey (1964)
- Qualcuno da odiare (King Rat), regia di Bryan Forbes (1965)
- Il dottor Živago (Doctor Zhivago), regia di David Lean (1965)
- Operazione Crossbow (Operation Crossbow), regia di Michael Anderson (1965)
- La notte dei generali (The Night of Generals), regia di Anatole Litvak (1967)
- Il giorno in cui i pesci uscirono dal mare (The Day the Fish Came Out), regia di Michael Cacoyannis (1967)
- Sull'orlo della paura (A Dandy in Aspic), regia di Anthony Mann e Laurence Harvey (1968)
- L'incredibile affare Kopcenko (Otley), regia di Dick Clement (1969)
- Una giornata di Ivan Denisovič (One Day in the Life of Ivan Denisovich), regia di Caspar Wrede (1971)
- Per amore ho catturato una spia russa (To Catch a Spy), regia di Dick Clement (1971)
- Ho sentito il gufo gridare il mio nome (I Heard the Owl Call My Name), regia di Daryl Duke (1973)
- Il servo di scena (The Dresser), regia di Peter Yates (1983)
- Un'idea geniale (Happy New Year), regia di John G. Avildsen (1987)
- Leonard salverà il mondo (Leonard Part 6), regia di Paul Weiland (1987)
- Che fine ha fatto Harold Smith? (Whatever Happened to Harold Smith?), regia di Peter Hewitt (1999)
- L'ultimo bicchiere (Last Orders), regia di Fred Schepisi (2001)
- Nicholas Nickleby, regia di Douglas McGrath (2002)
- La bussola d'oro (The Golden Compass), regia di Chris Weitz (2007)
- Quartet, regia di Dustin Hoffman (2012)
- Gambit - Una truffa a regola d'arte (Gambit), regia di Michael Hoffman (2012)
- Treno di notte per Lisbona (Night Train to Lisbon), regia di Bille August (2013)
- 45 anni (45 Years), regia di Andrew Haigh (2015)
- La bottega degli errori (The Legend of Barney Thomson), regia di Robert Carlyle (2015)
- L'esercito di papà (Dad's Army) , regia di Oliver Parker (2016)
- Il club del libro e della torta di bucce di patata di Guernsey (The Guernsey Literary and Potato Peel Pie Society), regia di Mike Newell (2018)
- King of Thieves, regia di James Marsh (2018)
- The Aeronauts, regia di Tom Harper (2019)
- Rex - Un cucciolo a palazzo (The Queen's Corgi), regia di Ben Stassen (2019) - voce
- Giorni d'estate (Summerland), regia di Jessica Swale (2020)

### Televisione
- Le avventure del giovane Indiana Jones (The Young Indiana Jones Chronicles) - serie TV, episodio Young Indiana Jones and the Treasure of the Peacock's Eye (1996)
- Uragano (Flood), regia di Tony Mitchell - film TV (2007)
- Little Dorrit - miniserie TV, 14 puntate (2008)

## Riconoscimenti
- Premio Oscar
  - 1966 – Candidatura al miglior attore non protagonista per Il dottor Živago
  - 1984 – Candidatura al miglior attore protagonista per Il servo di scena
- Golden Globe
  - 1984 – Miglior attore in un film drammatico per Il servo di scena
- Premio BAFTA
  - 2016: – Miglior attore non protagonista per Unforgotten

## Doppiatori italiani
Nelle versioni in italiano dei suoi film Tom Courtenay è stato doppiato da:
- Massimo Turci in Operazione Crossbow, La notte dei generali, Per amore ho catturato una spia russa
- Dario Penne in Quartet, 45 anni, L'esercito di papà
- Cesare Barbetti in Gioventù, amore e rabbia, L'incredibile affare Kopcenko
- Paolo Lombardi in Nicholas Nickleby, Il club del libro e della torta di bucce di patata di Guernsey
- Carlo Valli in The Aeronauts, Giorni d'estate
- Gianfranco Bellini in Billy il bugiardo
- Leo Gullotta in Per il re e per la patria
- Pino Locchi in Qualcuno da odiare
- Sergio Tedesco ne Il dottor Zivago
- Manlio De Angelis ne Il servo di scena
- Ugo Pagliai in Che fine ha fatto Harold Smith?
- Stefano De Sando ne L'ultimo bicchiere
- Pietro Biondi ne La bussola d'oro
- Luciano De Ambrosis in Gambit - Una truffa a regola d'arte
- Carlo Sabatini in Treno di notte per Lisbona
- Michele Kalamera in La bottega degli errori
- Giorgio Lopez in King of Thieves

Da doppiatore è sostituito da:
- Oliviero Dinelli in Rex - Un cucciolo a palazzo